# Portugal Open
Portugal Open, dawniej Estoril Open – kobiecy oraz męski turniej tenisowy wchodzący w skład rozgrywek WTA Tour o kategorii WTA International Series oraz ATP World Tour o randze ATP World Tour 250, rozgrywany w portugalskim Oeiras.
Początkowo, od 1990 roku w Estoril, rywalizowali mężczyźni. W 1998 roku rozegrano pierwszą edycję turnieju żeńskiego, która była kategorii ITF. W 1999 roku zawodom damskim podniesiono rangę do WTA Tour.
W 2013 roku rozgrywki zostały przeniesione z Estoril do Oeiras, a także zmieniono nazwę turnieju z Estoril Open na Portugal Open. Ostatnia edycja rozegrana została w 2014 roku.

## Mecze finałowe

### Gra pojedyncza mężczyzn
| Rok  | Zwycięzca             | Finalista          | Wynik             |
| 2014 | Carlos Berlocq        | Tomáš Berdych      | 0:6, 7:5, 6:1     |
| 2013 | Stan Wawrinka         | David Ferrer       | 6:1, 6:4          |
| 2012 | Juan Martín del Potro | Richard Gasquet    | 6:4, 6:2          |
| 2011 | Juan Martín del Potro | Fernando Verdasco  | 6:2, 6:2          |
| 2010 | Albert Montañés       | Fred Gil           | 6:2, 6:7(4), 7:5  |
| 2009 | Albert Montañés       | James Blake        | 5:7, 7:6(5), 6:0  |
| 2008 | Roger Federer         | Nikołaj Dawydienko | 7:6(6), 1:2 krecz |
| 2007 | Novak Đoković         | Richard Gasquet    | 7:6(7), 0:6, 6:1  |
| 2006 | David Nalbandian      | Nikołaj Dawydienko | 6:3, 6:4          |
| 2005 | Gastón Gaudio         | Tommy Robredo      | 6:1, 2:6, 6:1     |
| 2004 | Juan Ignacio Chela    | Marat Safin        | 6:7(2), 6:3, 6:3  |
| 2003 | Nikołaj Dawydienko    | Agustín Calleri    | 6:4, 6:3          |
| 2002 | David Nalbandian      | Jarkko Nieminen    | 6:4, 7:6(5)       |
| 2001 | Juan Carlos Ferrero   | Félix Mantilla     | 7:6(3), 4:6, 6:3  |
| 2000 | Carlos Moyá           | Francisco Clavet   | 6:3, 6:2          |
| 1999 | Albert Costa          | Todd Martin        | 7:6(4), 2:6, 6:3  |
| 1998 | Alberto Berasategui   | Thomas Muster      | 3:6, 6:1, 6:3     |
| 1997 | Àlex Corretja         | Francisco Clavet   | 6:3, 7:5          |
| 1996 | Thomas Muster         | Andrea Gaudenzi    | 7:6(4), 6:4       |
| 1995 | Thomas Muster         | Albert Costa       | 6:4, 6:2          |
| 1994 | Carlos Costa          | Andrij Medwediew   | 4:6, 7:5, 6:4     |
| 1993 | Andrij Medwediew      | Karel Nováček      | 6:4, 6:2          |
| 1992 | Carlos Costa          | Sergi Bruguera     | 4:6, 6:2, 6:2     |
| 1991 | Sergi Bruguera        | Karel Nováček      | 7:6(7), 6:1       |
| 1990 | Emilio Sánchez        | Franco Davín       | 6:3, 6:1          |

### Gra pojedyncza kobiet
| Rok  | Zwyciężczyni             | Finalistka             | Wynik              |
| 2014 | Carla Suárez Navarro     | Swietłana Kuzniecowa   | 6:4, 3:6, 6:4      |
| 2013 | Anastasija Pawluczenkowa | Carla Suárez Navarro   | 7:5, 6:2           |
| 2012 | Kaia Kanepi              | Carla Suárez Navarro   | 3:6, 7:6(6), 6:4   |
| 2011 | Anabel Medina Garrigues  | Kristina Barrois       | 6:1, 6:2           |
| 2010 | Anastasija Sevastova     | Arantxa Parra Santonja | 6:2, 7:5           |
| 2009 | Yanina Wickmayer         | Jekatierina Makarowa   | 7:5, 6:2           |
| 2008 | Marija Kirilenko         | Iveta Benešová         | 6:4, 6:2           |
| 2007 | Gréta Arn                | Wiktoryja Azaranka     | 2:6, 6:1, 7:6(3)   |
| 2006 | Zheng Jie                | Li Na                  | 6:7(5), 7:5, krecz |
| 2005 | Lucie Šafářová           | Li Na                  | 6:7(4), 6:4, 6:3   |
| 2004 | Émilie Loit              | Iveta Benešová         | 7:5, 7:6(1)        |
| 2003 | Magüi Serna              | Julia Schruff          | 6:4, 6:1           |
| 2002 | Magüi Serna              | Anca Barna             | 6:4, 6:2           |
| 2001 | Ángeles Montolio         | Jelena Bowina          | 3:6, 6:3, 6:2      |
| 2000 | Anke Huber               | Nathalie Dechy         | 6:1, 1:6, 7:5      |
| 1999 | Katarina Srebotnik       | Rita Kuti-Kis          | 6:3, 6:1           |
| 1998 | Barbara Schwartz         | Raluca Sandu           | 6:2, 6:3           |

### Gra podwójna mężczyzn
| Rok  | Zwycięzcy                               | Finaliści                              | Wynik             |
| 2014 | Santiago González Scott Lipsky          | Pablo Cuevas David Marrero             | 6:3, 3:6, 10–8    |
| 2013 | Santiago González Scott Lipsky          | Aisam-ul-Haq Qureshi Jean-Julien Rojer | 6:3, 4:6, 10–7    |
| 2012 | Aisam-ul-Haq Qureshi Jean-Julien Rojer  | Julian Knowle David Marrero            | 7:5, 7:5          |
| 2011 | Eric Butorac Jean-Julien Rojer          | Marc López David Marrero               | 6:3, 6:4          |
| 2010 | Marc López David Marrero                | Pablo Cuevas Marcel Granollers         | 6:7(1), 6:4, 10–4 |
| 2009 | Eric Butorac Scott Lipsky               | Martin Damm Robert Lindstedt           | 6:3, 6:2          |
| 2008 | Jeff Coetzee Wesley Moodie              | Jamie Murray Kevin Ullyett             | 6:2, 4:6, 10–8    |
| 2007 | Marcelo Melo André Sá                   | Martín García Sebastián Prieto         | 3:6, 6:2, 10–6    |
| 2006 | Lukáš Dlouhý Pavel Vízner               | Lucas Arnold Ker Leoš Friedl           | 6:3, 6:1          |
| 2005 | František Čermák Leoš Friedl            | Juan Ignacio Chela Tommy Robredo       | 6:3, 6:4          |
| 2004 | Juan Ignacio Chela Gastón Gaudio        | František Čermák Leoš Friedl           | 6:2, 6:1          |
| 2003 | Mahesh Bhupathi Maks Mirny              | Lucas Arnold Ker Mariano Hood          | 6:1, 6:2          |
| 2002 | Karsten Braasch Andriej Olchowski       | Simon Aspelin Andrew Kratzmann         | 6:3, 6:3          |
| 2001 | Radek Štěpánek Michal Tabara            | Donald Johnson Nenad Zimonjić          | 6:4, 6:1          |
| 2000 | Donald Johnson Piet Norval              | David Adams Joshua Eagle               | 6:4, 7:5          |
| 1999 | Tomás Carbonell Donald Johnson          | Jiří Novák David Rikl                  | 6:3, 2:6, 6:1     |
| 1998 | Donald Johnson Francisco Montana        | David Roditi Fernon Wibier             | 6:1, 2:6, 6:1     |
| 1997 | Gustavo Kuerten Fernando Meligeni       | Andrea Gaudenzi Filippo Messori        | 6:2, 6:2          |
| 1996 | Tomás Carbonell Francisco Roig          | Tom Nijssen Greg Van Emburgh           | 6:3, 6:2          |
| 1995 | Jewgienij Kafielnikow Andriej Olchowski | Marc-Kevin Goellner Diego Nargiso      | 5:7, 7:5, 6:2     |
| 1994 | Cristian Brandi Federico Mordegan       | Richard Krajicek Menno Oosting         | walkower          |
| 1993 | David Adams Andriej Olchowski           | Menno Oosting Udo Riglewski            | 6:3, 7:5          |
| 1992 | Hendrik Jan Davids Libor Pimek          | Luke Jensen Laurie Warder              | 3:6, 6:3, 7:5     |
| 1991 | Paul Haarhuis Mark Koevermans           | Tom Nijssen Cyril Suk                  | 6:3, 6:3          |
| 1990 | Sergio Casal Emilio Sánchez             | Omar Camporese Paolo Canè              | 7:5, 4:6, 7:5     |

### Gra podwójna kobiet
| Rok  | Zwyciężczynie                            | Finalistki                                    | Wynik               |
| 2014 | Cara Black Sania Mirza                   | Eva Hrdinová Walerija Sołowjowa               | 6:4, 6:3            |
| 2013 | Chan Hao-ching Kristina Mladenovic       | Darija Jurak Katalin Marosi                   | 7:6(3), 6:2         |
| 2012 | Chuang Chia-jung Zhang Shuai             | Jarosława Szwiedowa Galina Woskobojewa        | 4:6, 6:1, 11–9      |
| 2011 | Alisa Klejbanowa Galina Woskobojewa      | Eleni Daniilidu Michaëlla Krajicek            | 6:4, 6:2            |
| 2010 | Sorana Cîrstea Anabel Medina Garrigues   | Witalija Djaczenko Aurélie Védy               | 6:1, 7:5            |
| 2009 | Raquel Kops-Jones Abigail Spears         | Sharon Fichman Katalin Marosi                 | 2:6, 6:3, 10–5      |
| 2008 | Marija Kirilenko Flavia Pennetta         | Mervana Jugić-Salkić İpek Şenoğlu             | 6:4, 6:4            |
| 2007 | Andreea Ehritt-Vanc Anastasija Rodionowa | Lourdes Domínguez Lino Arantxa Parra Santonja | 6:3, 6:2            |
| 2006 | Li Ting Sun Tiantian                     | Gisela Dulko María Sánchez Lorenzo            | 6:2, 6:2            |
| 2005 | Li Ting Sun Tiantian                     | Michaëlla Krajicek Henrieta Nagyová           | 6:3, 6:1            |
| 2004 | Emmanuelle Gagliardi Janette Husárová    | Olga Blahotová Gabriela Navrátilová           | 6:3, 6:2            |
| 2003 | Petra Mandula Patricia Wartusch          | Maret Ani Emmanuelle Gagliardi                | 6:7(3), 7:6(3), 6:2 |
| 2002 | Jelena Bowina Zsófia Gubacsi             | Barbara Rittner María Vento-Kabchi            | 6:3, 6:1            |
| 2001 | Květa Hrdličková Barbara Rittner         | Tina Križan Katarina Srebotnik                | 3:6, 7:5, 6:1       |
| 2000 | Tina Križan Katarina Srebotnik           | Amanda Hopmans Cristina Torrens Valero        | 6:0, 7:6(9)         |
| 1999 | Alicia Ortuno Cristina Torrens Valero    | Rita Kuti-Kis Anna Földényi                   | 7:6(4), 3:6, 6:3    |
| 1998 | Caroline Dhenin Émilie Loit              | Radka Bobková Caroline Schneider              | 6:2, 6:3            |